# Voiture-balai
Ne doit pas être confondu avec Balayeuse de voirie.
 (juin 2017).
Si vous disposez d'ouvrages ou d'articles de référence ou si vous connaissez des sites web de qualité traitant du thème abordé ici, merci de compléter l'article en donnant les références utiles à sa vérifiabilité et en les liant à la section « Notes et références ».

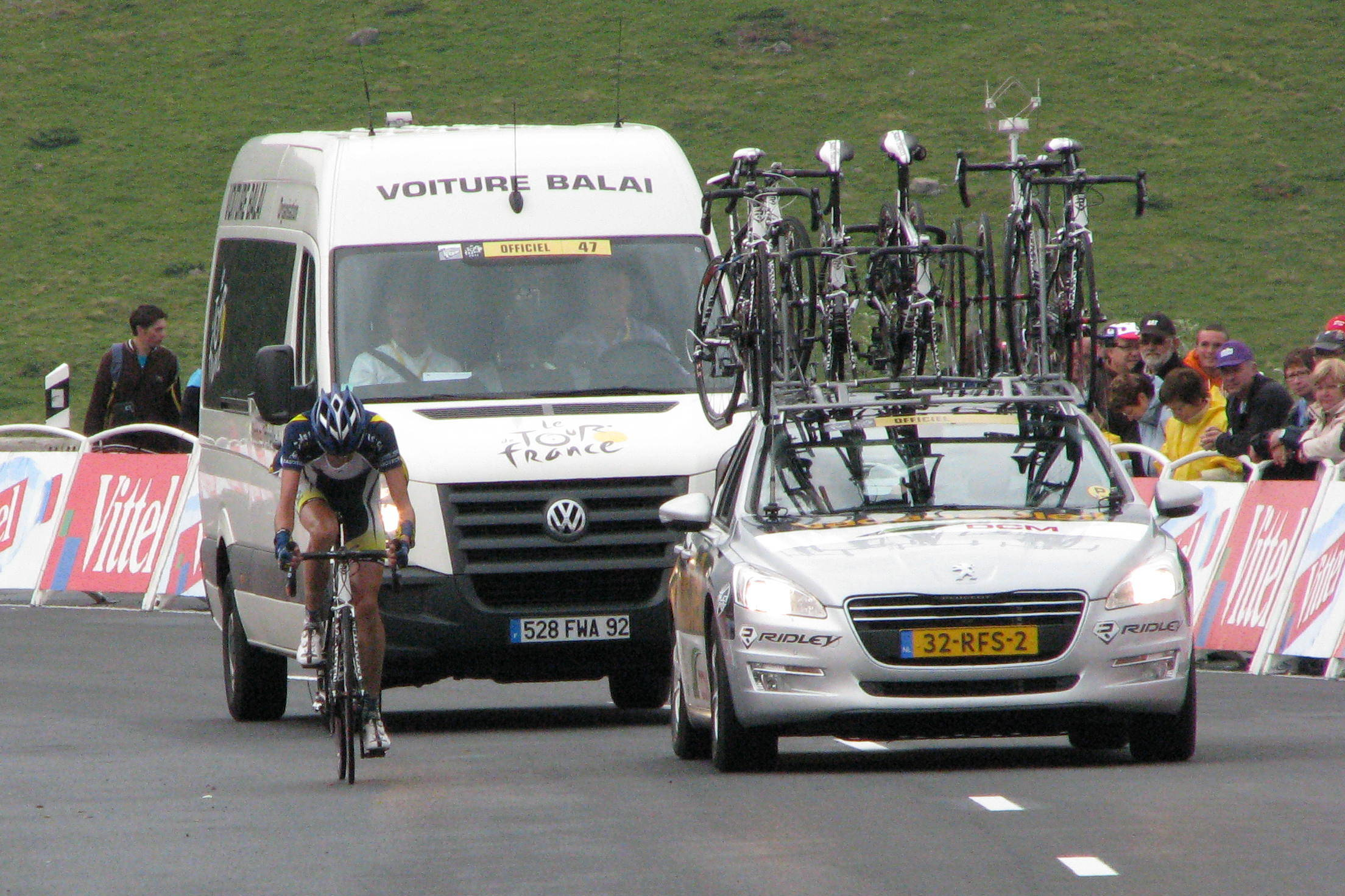
La voiture-balai du Tour de France, ici derrière Wouter Poels.

Lors d'une course cycliste, une voiture-balai est un véhicule qui circule derrière les derniers compétiteurs. Elle a pour rôle de récupérer les coureurs qui ne peuvent plus continuer la course. L'expression s'est depuis étendue au-delà du vocabulaire cycliste.
Après un défilé ou une manifestation, une voiture-balai est un véhicule de nettoyage qui assure, en clôture, la propreté du parcours.

## Histoire
La première utilisation de la voiture-balai dans une compétition cycliste remonte au Tour de France 1910. Créée par Henri Desgrange, elle était destinée, non pas à récupérer les coureurs abandonnant, mais plutôt à vérifier que les retardataires n'empruntaient pas d'autres moyens de transport que leur vélo pour terminer l'étape.
En 2010, le Tour de France a fêté les 100 ans de la voiture-balai.

## Utilisation

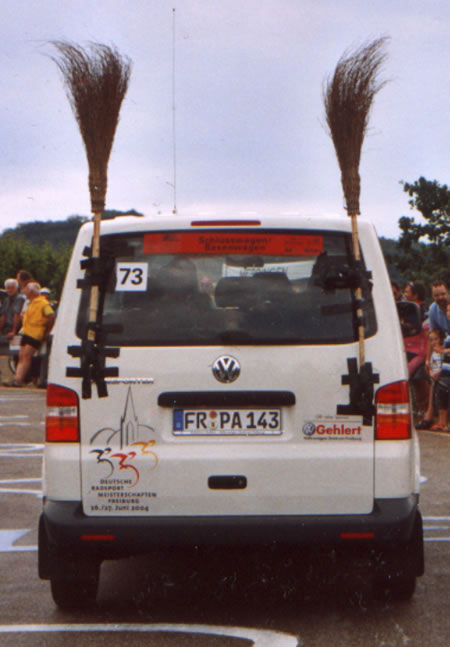
Les balais situés à l'arrière de la voiture.

Elle est utilisée aussi dans les autres courses sur route (triathlon, marathon...). La circulation, généralement fermée le temps de la course, peut reprendre après son passage. À l'inverse à l'avant de la course, pour les épreuves sur route fermée, un véhicule ouvreur précède les concurrents. 
Le terme « balai » vient du fait que ce véhicule « récupère » les concurrents qui, n'avançant plus assez vite, se retrouvent hors-délais ou abandonnent l'épreuve. En général, les concurrents rattrapés par la voiture-balai sont donc éliminés d'office de la course. On leur retire leur dossard et, ils terminent l'étape à l'arrière de la voiture-balai, qui en fait, est souvent un minibus.
De nos jours, les meneurs abandonnant, ne montent généralement plus dans la voiture-balai, ils préfèrent utiliser la voiture de leur directeur sportif. Ce comportement est interdit par les directions de courses cyclistes, et est donc passible d'une amende.

## Décoration et caravane publicitaire
La voiture-balai est complètement intégrée au folklore du Tour de France, et les spectateurs venus assister à la course attendent généralement son passage pour s'en aller.
Malgré son rôle indispensable dans l'organisation de la course, la voiture-balai est parfois considérée comme faisant partie de la caravane publicitaire. 
Elle était autrefois décorée avec un balai (comme une voiture de jeunes mariés) ou bien aux couleurs d'un sponsor. Dans les années 1960, en guise de clin d'œil, la voiture-balai du Tour de France était sponsorisée par le fabricant d'aspirateurs Paris-Rhône. En 2008, la marque d'eau minérale Vittel a intégré une voiture-balai au sein de la caravane. Équipée de tuyaux d'eau permettant d'arroser le public, son rôle était purement publicitaire.
Depuis 2005, il n'y a plus de balai accroché à la voiture-balai, certains ayant jugé cette décoration « humiliante » pour les coureurs.

## Autres sports
La voiture-balai est parfois utilisée lors de rallyes automobiles (ex : voiture d'assistance lors des rallyes de voitures anciennes). Un coureur balai est également présent dans les trails (courses à pied sur terrain accidenté). Il peut aussi fermer la marche à bord d'un véhicule différent, comme un VTT.